# Niklas Kohrt
Niklas Kohrt (Luckenwalde, 21 marzo 1980) è un attore tedesco.

## Biografia
Niklas Kohrt ha trascorso la sua infanzia e giovinezza a Berlino. Nel 1999 si è diplomato alla Karl-Schiller-Oberschule e, in seguito, ha espletato il suo anno di servizio civile in un ospedale. Nell'ottobre del 2000 ha iniziato a studiare scienze culturali, politiche e teatrali all'Università Humboldt di Berlino. Dopo due anni ha interrotto i suoi studi, per entrare alla rinomata Hochschule für Schauspielkunst „Ernst Busch“ Berlin. Durante la sua formazione attoriale (2002-2006) è stato ingaggiato nel 2004 per il ruolo di Keith nello spettacolo di Lars Noréns Kälte, portato in scena al Deutsches Theater di Berlino. Dalla stagione 2005-2006 Kohrt è stato un membro fisso del ensemble del Deutsches Theater e ha collaborato a diversi lavori. Al cinema ha recitato in alcuni film, ad esempio Muxmäuschenstill e Knallhart.
Nel 2008 ha ricevuto per la sua performance in Die Ratten di Gerhart Hauptmanns, il Alfred-Kerr-Darstellerpreis del Theatertreffens di Berlino per la rappresentazione del Bruno Mechelke. Per lo stesso ruolo, viene premiato come Miglior attore esordiente dalla giuria della rivista Theater heute. Dal 2009 al 2011 Niklas Kohrt è stato un membro fisso dell'ensemble al Schauspielhaus di Zurigo. Ha collaborato come attore ospite ad alcune messinscene al Deutsches Theater di Berlino. Dall'inizio della stagione 2013-2014 ha lavorato allo Schauspiel Köln.

## Teatro

### Deutsches Theater di Berlino
- 2004: Kälte (Lars Norén / Regia: Robert Schuster / Ruolo: Keith)
- 2005: Die Verwirrungen des Zöglings Törleß (I turbamenti del giovane Törleß) (Robert Musil / Regia: Dušan David Pařízek / Ruolo: Reiting)
- 2005: Tartuffe (Il Tartuffo) (Molière / Regia: Robert Schuster / Ruolo: Damis)
- 2006: Auf der Greifswalder Straße (Roland Schimmelpfennig / Regia: Jürgen Gosch / Ruolo: Fritz)
- 2006: Schlaf (Jon Fosse / Regia: Michael Thalheimer / Ruolo: primo ragazzo)
- 2007: Das Reich der Tiere (Roland Schimmelpfennig / Regia: Jürgen Gosch / Ruolo: Chris)
- 2007: Ein Sommernachtstraum (Sogno di una notte di mezza estate) (William Shakespeare / Regia: Jürgen Gosch / Ruolo: Lysander)
- 2007: Die Ratten (Gerhart Hauptmann / Regia: Michael Thalheimer / Ruolo: Bruno Mechelke)
- 2007: Triumph der Liebe (Pierre Carlet de Marivaux / Regia: Barbara Frey / Ruolo: Gärtner)
- 2008: Roberto Zucco (Bernard-Marie Koltès / Regia: Jakob Fedler / Ruolo: Zucco)
- 2008: Was ihr wollt (La dodicesima notte) (William Shakespeare / Regia: Michael Thalheimer / Ruolo: Sir Andrew Bleichenwang)
- 2008: My Own Private Germany (Regia: Robert Borgmann / Ruolo: Christian)
- 2009: True West (Sam Shepard / Regia: Sabine Auf der Heyde / Ruolo: Austin)
- 2009: Idomeneus (Roland Schimmelpfennig / Regia: Jürgen Gosch)

### Schauspielhaus di Zurigo
- 2009: Martin Salander (Thomas Jonigk dal romanzo di Gottfried Keller / Regia: Stefan Bachmann / Ruolo: Arnold)
- 2009: Triumph der Liebe (Pierre Carlet de Marivaux / Regia: Barbara Frey / Ruolo: Gärtner)
- 2009: Der Revisor (L'ispettore generale) (Nikolaj Gogol / Regia: Sebastian Nübling / Ruolo: Poliziotto)
- 2010: Der Hofmeister (Il Precettore) (Jakob Michael Reinhold Lenz / Regia: Frank Castorf / Ruolo: Läuffer)
- 2010: Die Schwärmer (I fanatici) (Robert Musil / Regia: Robert Borgmann / Ruolo: Thomas)
- 2010: Viel Lärm um nichts (Molto rumore per nulla) (Karin Henkel e Roland Koberg dall'opera di William Shakespeare / Regia: Karin Henkel / Ruolo: Claudio)
- 2010: Dornröschen oder Das Märchen vom Erwachen (La bella addormentata nel bosco) (Katharina Schlender dall'opera dei Fratelli Grimm / Regia: Philippe Besson / Ruolo: Principe Eugen von Drahn, ranocchio)
- 2011: Die schwarze Spinne. Pilatus’ Traum (Il ragno nero) (dalle opere di Jeremias Gotthelf e Michail Bulgakow / Regia: Frank Castorf / Ruolo: Levi Matthäus, Amerikano, Monddichter (poeta della luna?))
- 2011: Platonow (Anton Čechov / Regia: Barbara Frey / Ruolo: Kirill Porfirjewitsch Glagoljew)
- 2012: Genesis / Die Bibel Teil 1 (Genesi, libro 1 della Bibbia) (Regia: Stefan Bachmann / Ruolo: Abramo/Ruben)

### Volksbühne am Rosa-Luxemburg-Platz
- 2012: Der Sandmann (L'uomo della sabbia) (dall'opera di E.T.A. Hoffmann e Oskar Panizza / Regia: Sebastian Klink / Ruolo: Lothar)

### Schauspiel Köln
- 2013: Genesis / Die Bibel Teil 1 (Genesi, libro 1 della Bibbia) (Regia: Stefan Bachmann / Ruolo: Abramo/Ruben)
- 2013: Der Streik (Ayn Rand / Regia: Stefan Bachmann / Ruolo: James Taggart)
- 2014: Die Welt mein Herz (Mario Salazar / Regia: Rafael Sanchez)
- 2014: Andrej Rubljow (Andrej Rublëv) (dal film di Andrej Tarkowski / Regia: Robert Borgmann / Ruolo: Rubljow)
- 2015: Hiob (Joseph Roth / Regia: Rafael Sanchez / Ruolo: Minuchim)
- 2015: Herzstück / Mauser (Heiner Müller / Regia: Andrea Imler / Ruolo: A)
- 2015: Wie es Euch gefällt (Come vi piace) (William Shakespeare / Regia: Roger Vontobel / Ruolo: Rosalind)
- 2016: Troilus und Cressida (Troilo e Cressida) (William Shakespeare / Regia: Rafael Sanchez / Ruolo: Ulisse)
- 2016: Hamlet (Amleto) (William Shakespeare / Regia: Stefan Bachmann / Ruolo: Rosencrantz)
- 2017: Wir wollen Plankton sein (Julian Pörksen / Regia: Melanie Kretschmann / Ruolo: Micha)

### Progetti liberi
- 2011: Die Jaffa Orangen des Richard W. (dall'opera Das Rheingold (L'oro del Reno) di Richard Wagner / Regia: Alexander Charim / Ruolo: Alberich/palestinese) al Theater Chur, al Radialsystem V di Berlino e all'Opera di Rotterdam
- 2014: The Shadow – Der Schatten (di Hans Christian Andersen, Regia: Adam Traynor e Chily Gonzales) al Kampnagel di Amburgo

## Filmografia

### Televisione
- 1992: Achterbahn – Unter Verdacht (ZDF / Regia: Gabi Degener)
- 2008: Was ihr wollt (La dodicesima notte) (3sat / Regia: Andreas Morell)
- 2010: Killerjagd. Schrei, wenn du dich traust (Pro7 / Regia: Elmar Fischer)
- 2011: Danni Lowinski (Sat 1 / Regia: Richard Huber)
- 2013: In aller Freundschaft (ARD / Regia: Frank Gotthardy)
- 2014: Kommissarin Heller: Tod am Weiher (Il commissario Heller - Morte sul lago) (ZDF / Regia: Christiane Balthasar)
- 2014: SOKO Köln – Falsche Fuffziger (Squadra Speciale Colonia) (ZDF / Regia: Christoph Eichhorn)
- 2014: Der Kriminalist (Il commissario Schumann) (ZDF / Regia: Christian Görlitz)
- 2015: Notruf Hafenkante (Hamburg Distretto 21) (ZDF / Regia: Marian Westholzer)
- 2016: Ein Fall für Zwei - Heimatlos (Un caso per due) (ZDF / Regia: Axel Barth)
- 2016: Letzte Spur Berlin - Fenster zum Hof (Ultima traccia: Berlino - Nido di vespe) (ZDF / Regia: Marian Westholzer)
- 2017: Alarm für Cobra 11 – Die Autobahnpolizei– Road Trip (Squadra Speciale Cobra 11 - Questioni di famiglia)(RTL / Regia: Sebastian Ko)
- 2019: SOKO Köln – Kuckuckskinder (Squadra Speciale Colonia) (ZDF / Regia: Alexander Costea)
- 2019: Tatort: Inferno

### Cinema
- 1995: Das Versteck (dffb-cortometraggio / Regia: Saskia Kuipers)
- 2003: Ganga Guest House (dffb-cortometraggio/ Regia: David Sieveking)
- 2004: Muxmäuschenstill (Regia: Marcus Mittermeier)
- 2005: Mein ganz gewöhnliches Leben (Regia: Dominik Bechtel)
- 2006: Knallhart (Giovane e violento) (Regia: Detlev Buck)
- 2008: Teenage Angst (Regia: Thomas Stuber)
- 2011: Das Blaue vom Himmel (Regia: Hans Steinbichler)
- 2011: „DeAD“ (Regia: Sven Halfar)
- 2012: Continuity (dOCUMENTA/Filmgalerie 451-cortometraggio / Regia: Omer Fast)
- 2014: Auf das Leben (CCC Filmkunst / Regia: Uwe Janson)
- 2016: Der lange Sommer der Theorie (Filmgalerie 451 / Regia: Irene v. Alberti)
- 2021: Spencer (Regia: Pablo Larraín)

## Programmi radiofonici
- 2006: Mariannick Bellot: Weg ins Leben – Regia: Stefanie Horster (radiodramma – DKultur)

## Riconoscimenti
- 2008: Alfred-Kerr-Darstellerpreis del Berliner Theatertreffens per il ruolo di Bruno Mechelke in Die Ratten
- 2008: Miglior attore esordiente dell'anno, eletto dalla giuria della rivista Theater heute